# Pomangastas
Pomangastas, jedno od brojnih plemena iz skupine Diaguita koji su u domorodačko vrijeme bili naseljeni na području argentinskog departmana Ambato, provincija Catamarca. 
Na njihovom plemenskom području danas se nalazi La Puerta.